# Odprto prvenstvo Francije 1998
Odprto prvenstvo Francije 1998 je teniški turnir za Grand Slam, ki je med 25. majem in 7. junijem 1998 potekal v Parizu.

## Moški posamično
Carlos Moyá :  Alex Corretja, 6–3, 7–5, 6–3

## Ženske posamično
Arantxa Sánchez Vicario :  Monika Seleš, 7–6(7–5), 0–6, 6–2

## Moške dvojice
Jacco Eltingh /  Paul Haarhuis :  Mark Knowles /  Daniel Nestor, 6–3, 3–6, 6–3

## Ženske  dvojice
Martina Hingis /  Jana Novotná :  Lindsay Davenport /  Natalija Zverjeva, 6–1, 7–6(7–4)

## Mešane dvojice
Venus Williams /  Justin Gimelstob :  Serena Williams /  Luis Lobo, 6–4, 6–4